# Шпорцевая лягушка Фрэзера
Шпорцевая лягушка Фрэзера (лат. Xenopus fraseri) — вид южноафриканской водной лягушки рода шпорцевые лягушки. Обитает в Анголе, Камеруне, Центральноафриканской Республике, Республике Конго, Демократической Республике Конго, Экваториальной Гвинее, Габоне и, возможно, Руанде.
Его естественной средой обитания являются субтропические или тропические влажные низинные леса, реки, пересыхающие реки, пресноводные озера, пересыхающие пресноводные озера, пресноводные болота, пересыхающие пресноводные болота, сельские сады, сильно деградировавшие бывшие леса и пруды. Ареал вида подвержен фрагментации. Употребляется в пищу местным населением.